# Bass Nation
Bass Nation var ett svenskt producentteam bestående av Johan Lagerlöf och Jan Nordlund. Teamet har även gått under andra namn som Pop Nation, Bass Nation Communications, Elephant & Castle med flera.
Bass Nation arbetade under det tidiga 1990-talet med Europopgruppen Cool James and Black Teacher, och startade sedan gruppen Flexx i vilken Chris Ljung, Malwern Mandengu och Kajsa Mellgren ingick. Bass Nation har producerat, skrivit låtar och remixat till artister som Boy George, E-Type, Leila K, Blümchen, La Cream, Tess, Caramell, DeDe, Ardis med flera. 1998 träffade Bass Nation Marko Lehtosalo (Markoolio) och produktionsteamet Diggin Entertainment. Ett samarbete inleddes och resulterade i Markoolios "Vi drar till fjällen", "Mera mål", "Millennium 2", "Gör det igen", "Vilse i skogen" med flera som sammanlagt resulterat i ett tjugotal platinanomineringar (GLF) och två av de 20 mest sålda låtarna i Sverige någonsin (GLF). "Millennium 2" var den låt som avslutade 1900-talet i toppen på den svenska topplistan och var den första låten på förstaplatsen på 2000-talet.
År 2000 var Jan Nordlund och Johan Lagerlöf med och startade Mobilehits - den första tjänsten med hitlåtar som nedladdningsbara ringsignaler. Sedan dess har Bass Nation endast gjort ett fåtal produktioner.